# HD 185269 b
HD 185269 b (بالإنجليزية: HD 185269 b)‏ الذي يرمز له بالرمز HD 185269b، هو كوكب خارج المجموعة الشمسية، في كوكبة الدجاجة (كوكبة)، يتبع HD 185269 ‏.

## الاكتشاف
اكتشف في 18 أغسطس 2006، وكانت طريقة الاكتشاف سرعة شعاعية.